# Павлівка (Захарівська селищна громада)
Павлі́вка — село в Україні, у Захарівській селищній громаді Роздільнянського району Одеської області. Населення становить 1021 осіб. Відстань до центру громади становить понад 27 км і проходить місцевим автошляхом та Т 1614.
Неподалік від села розташований пункт пропуску через молдовсько-український кордон Павлівка-Мочарівка.
Поблизу села створено ботанічний заказник загальнодержавного значення Павлівський.
До 17 липня 2020 року було підпорядковане Захарівському району, який був ліквідований.

## Географія
У селі бере початок Балка Фрасине.

## Населення
Згідно з переписом 1989 року населення села становило 969 осіб, з яких 418 чоловіків та 551 жінка.
За переписом населення 2001 року в селі мешкало 1006 осіб.

### Мова
Розподіл населення за рідною мовою за даними перепису 2001 року:
| Мова       | Відсоток |
| ---------- | -------- |
| українська | 88,54 %  |
| молдовська | 5 %      |
| російська  | 4,9 %    |
| німецька   | 0,98 %   |
| вірменська | 0,29 %   |
| білоруська | 0,1 %    |